# Atolvorator longipectoralis
Atolvorator longipectoralis è un pesce osseo estinto, appartenente agli aulopiformi. Visse nel Cretaceo inferiore (Barremiano, circa 129 – 125 milioni di anni fa) e i suoi resti fossili sono stati ritrovati in Sudamerica.

## Descrizione
Questo pesce era di medie dimensioni, e poteva raggiungere i 50 centimetri di lunghezza. Possedeva un corpo compatto e una grossa testa, dalle ampie fauci armate di lunghi denti acuminati. Tra le varie caratteristiche di Atolvorator si ricordano le ossa dermiche del cranio e quelle della serie opercolare prive di ornamentazione, l’assenza di interopercolo, la presenza di un dente grande ed estremamente robusto vicino alla sinfisi mandibolare, la presenza di una flangia sull’anguloarticolare. Alcune possibili autapomorfie di Atolvorator includono l’osso parietale di forma ellittica, l’osso dentale dotato di file di minuscoli denti densamente ravvicinati, e la pinna dorsale posta nella parte posteriore del corpo.

## Classificazione
Atolvorator è considerato un membro degli aulopiformi, un gruppo di pesci ossei molto diffusi nel corso del Cretaceo ma attualmente ancora ben rappresentati; non sono chiare le strette parentele di Atolvorator all’interno del gruppo, ma sembra che i suoi più stretti parenti possano essere stati Cimolichthys e Serrilepis, altri due aulopiformi estinti.
Atolvorator venne descritto per la prima volta nel 2008, sulla base di resti fossili ritrovati nella formazione Coqueiro Seco, nel bacino Sergipe-Alagoas nel Brasile nordorientale.